# Jiří Pichl
Jiří Pichl (18. února 1872 Česká Třebová – 20. prosince 1952 Praha) byl český a československý novinář a politik, meziválečný senátor Národního shromáždění ČSR za Československou stranu národně socialistickou.

## Biografie
V roce 1907 se podílel na vzniku listu České slovo, který byl tiskovým orgánem národních sociálů. Byl odpovědným redaktorem tohoto deníku. Byl doživotním čestným syndikem českých novinářů. Působil rovněž jako starosta Královských Vinohrad.
V parlamentních volbách v roce 1925 získal za Československou stranu národně socialistickou senátorské křeslo v Národním shromáždění. Mandát obhájil v parlamentních volbách v roce 1929 a parlamentních volbách v roce 1935. V senátu setrval do jeho zrušení roku 1939, přičemž krátce předtím, v prosinci 1938, ještě přestoupil do nově zřízené Strany národní jednoty.
Povoláním byl redaktorem Českého slova v Praze. Zemřel roku 1952 a byl pohřben na Vinohradském hřbitově.